# Vela nos Jogos Olímpicos de Verão de 1900
As competições da vela nos Jogos Olímpicos de Verão de 1900 foram disputadas entre os dias 20 e 27 de maio em Meulan-en-Yvelines e entre 1 e 5 de agosto em Le Havre. Essa foi a primeira aparição da vela como esporte olímpico e, com exceção da edição seguinte, em 1904, passou a ser uma modalidade fixa.
O programa de vela em 1900 consistia em um total de oito classes de vela. Para seis classes, as corridas foram agendadas de 20 a 27 de maio no rio Sena em torno de Meulan, e várias séries de três corridas foram realizadas para as classes maiores de 1 a 5 de agosto no Atlântico Norte, na costa de Le Havre. A quantidade de barcos e competidores não são confiáveis, mas acredita-se que havia aproximadamente 150 velejadores em 64 barcos.

## Locais
Durante os primeiros anos do movimento olímpico, não havia regras rígidas para a atribuição de locais. Para a vela olímpica nesta edição, os organizadores decidiram combinar a vela olímpica para iates menores com as regatas da Exposição Universal de 1900 no rio Sena perto de Meulan. Para os iates maiores, uma regata olímpica foi realizada em Le Havre.
Como havia dois locais, existiam duas áreas de curso. Em Meulan, a organização definiu percursos de 8, 15 e 19 quilómetros (4,3, 8,1 e 10,3 milhas náuticas). A outra área do curso ficava no Atlântico Norte, nos casacos de Le Havre. Aqui, os cursos foram ser definidos em até 40 milhas náuticas (74 km).

### Meulan
Durante as regatas olímpicas da Exposição Universal de 1900, havia mais de 100 iates competindo de Paris, Rouen, Cannes, Nantes e Arcachon, e havia iates da Inglaterra, Alemanha, Estados Unidos e Holanda. As condições da corrida em Meulan durante a regata olímpica não eram as ideais. Uma brisa leve dificilmente tornaria a navegação interessante. Como o rio Sena corre principalmente de leste a oeste, a leve brisa a nordeste era parcialmente bloqueada por prédios ou árvores na margem do rio, influenciando fortemente a regata.

### Le Havre
Durante a segunda parte da regata olímpica, o Oceano Atlântico foi utilizado para as regatas dos iates de 10 a 20 toneladas e mais de toneladas. As condições durante a regata foram tão boas que a classe 10 – 20 toneladas conseguiu percorrer o percurso triangular completo de 22 milhas náuticas. As instalações da Société des Régates du Havre foram usadas como porto olímpico.

## Participantes
Seis nações enviaram competidores para o evento. Algumas equipes eram compostas por participantes de mais de um país. Em um caso, uma delas conquistou a medalha de ouro: a equipe, com velejadores do Reino Unido e da França, foi designada equipe mista.
- GER Alemanha
- USA Estados Unidos
- FRA França
- GBR Grã-Bretanha
- NED Países Baixos
- SUI Suíça
- ZZX Equipa mista

## Eventos
A prática desportiva da vela durante a virada do século não era tão bem definida como se tornou mais tarde durante o século XX. As regras de regata foram definidas principalmente por clubes náuticos locais ou, em alguns casos, por uma Federação Nacional de Iatismo. Além disso, as embarcações não eram padronizados para o que agora é chamado de classes One Design ou One Builder. Portanto, muitos sistemas de handicap ou sistemas que colocam os iates em diferentes categorias foram usados. Em 1892, Auguste Godinet desenvolveu uma fórmula que colocava diferentes barcos em diferentes classes de tonelada. Essa regra foi adotada pelo Yacht Club de France e, posteriormente, por várias outras Federações Nacionais de Iatismo, como a Sociedade Náutica de Genebra. Para a vela nas Olimpíadas de 1900, esta regra foi escolhida para determinar a tonelagem de um iate.

### Divisão por classe
| Classe        | Tipo       | Local    |
| ------------- | ---------- | -------- |
| classe aberta | indefinido | Meulan   |
| 0 – ½ t       | indefinido | Meulan   |
| ½ – 1 t       | indefinido | Meulan   |
| 1 – 2 t       | indefinido | Meulan   |
| 2 – 3 t       | indefinido | Meulan   |
| 3 – 10 t      | indefinido | Meulan   |
| 10 – 20 t     | indefinido | Le Havre |
| 20+ t         | indefinido | Le Havre |

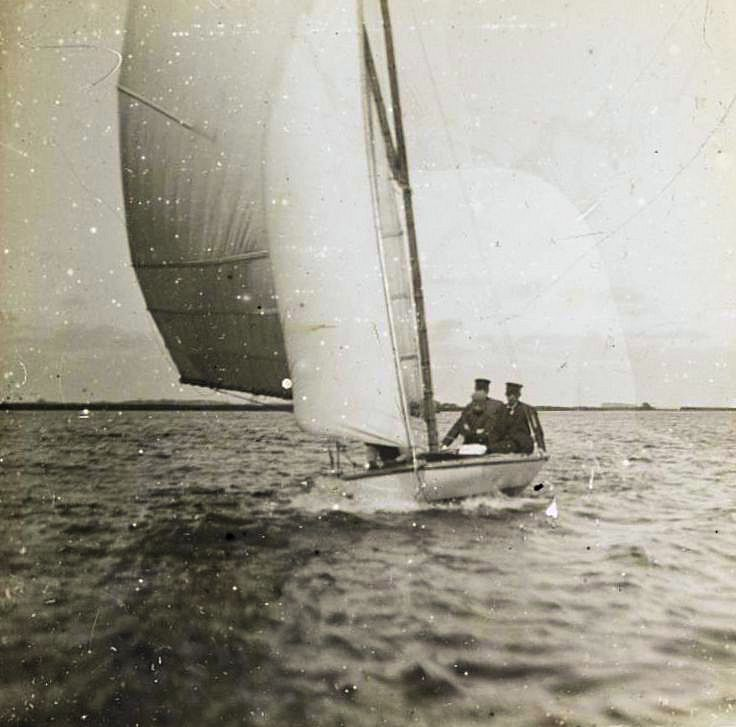
Sidi-Fekkar, 0.5 – 1 Ton
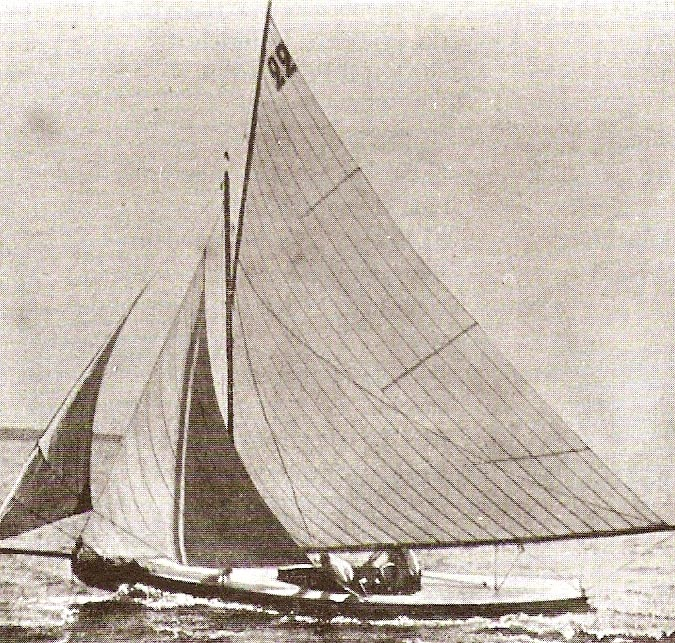
Lerina, 1 – 2 Ton
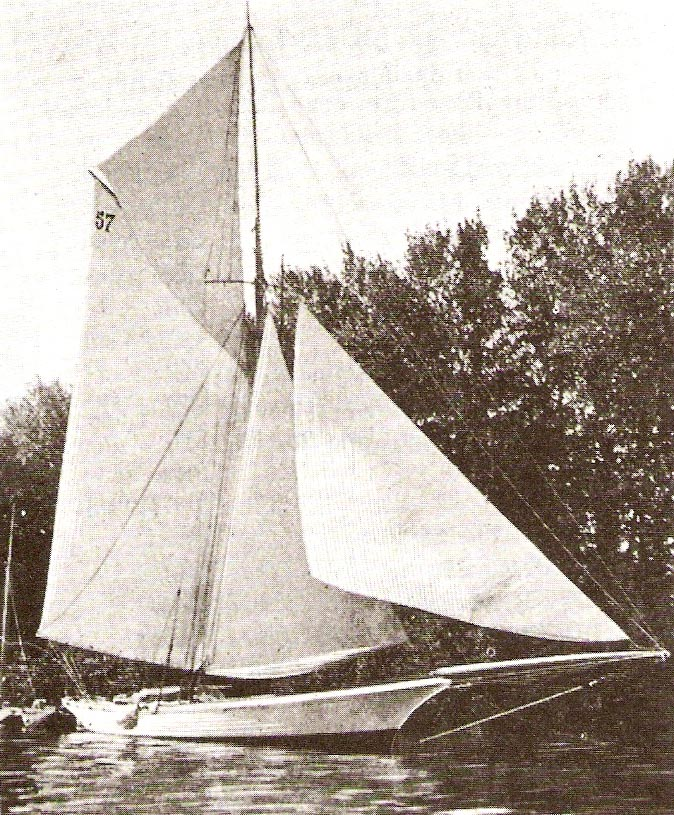
Turquoise, 3 – 10 Ton
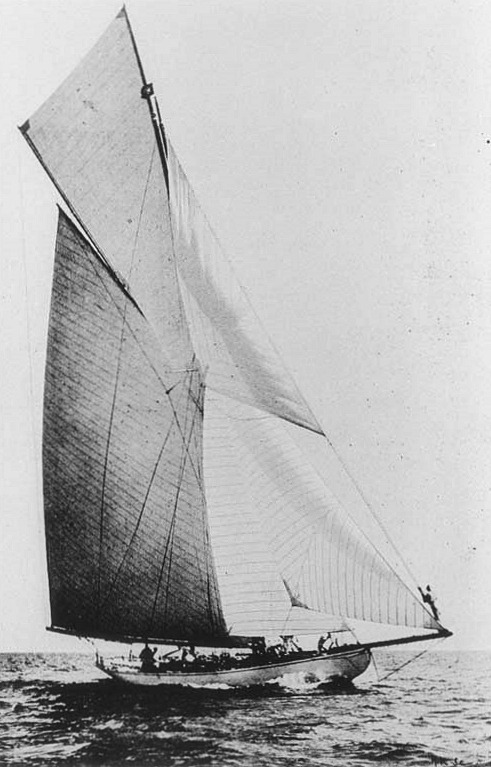
Laurea, 10 – 20 Ton
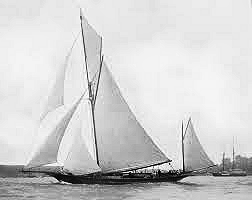
Colombine, 20+ Ton

## Formato de disputa
Todas as classes olímpicas foram disputadas no formato de corrida de frota, onde todos os competidores começam e velejam juntos. Eles são pontuados de acordo com o sistema de pontos baixos, onde o primeiro lugar recebe 1 ponto, o segundo 2 pontos, e assim por diante. Houve uma série de regatas preliminares seguidas pela regata final, ou Medal Race. As classes RS:X, 49er, 49erFX e Nacra 17 tiveram 12 regatas preliminares e as demais classes 10.
Ao final das regatas preliminares, os dez melhores barcos em cada classe (ou seja, aqueles com as pontuações totais mais baixas) avançaram para a Medal Race. Cada barco deve descartar uma regata da sua pontuação total, com exceção da Medal Race que não pode ser excluída da pontuação e conta em dobro. O barco com o menor total geral após todas as regatas foi o vencedor. Em case de empate na classificação final, vale a pontuação obtida na Medal Race.

## Calendário
| ● | competição de Meulan | ● | competição de Le Havre |

| 1900             | Maio   | Maio   | Maio   | Maio   | Maio   | Maio    | Maio   | Maio   | Agosto | Agosto | Agosto | Agosto | Agosto | Agosto |
| 1900             | 20 Dom | 21 Seg | 22 Ter | 23 Qua | 24 Qui | 25 Sex  | 26 Sáb | 27 Qui | 1 Sex  | 2 Sáb  | 3 Dom  | 4 Seg  | 5 Ter  | 6 Qua  |
| ---------------- | ------ | ------ | ------ | ------ | ------ | ------- | ------ | ------ | ------ | ------ | ------ | ------ | ------ | ------ |
| Vela             | 1      |        | 1 1 1  |        | 1 1 1  | 1 1 1 1 |        |        | 1      | 1      |        |        | 1      | 1      |
| Medalhas de ouro | 1      |        | 3      |        | 3      | 4       |        |        |        | 1      |        |        |        | 1      |

## Medalhistas
Os resultados das corridas individuais são conhecidos; no entanto, no passado, não havia consenso sobre quais corridas eram consideradas "olímpicas" e, portanto, quem eram os medalhistas olímpicos. O Relatório Oficial, o Comitê Olímpico Internacional (COI), a Federação Internacional de Vela (ISAF) e a Sports Reference apresentam diferentes medalhistas. O COI nunca decidiu quais eventos eram "olímpicos" e quais não eram. Ocasionalmente, as fontes divergem quanto à nacionalidade dos concorrentes (como H. MacHenry, alternadamente listado como francês ou estadunidense). Por exemplo, os medalhistas nas corridas de 3 a 10 toneladas são mostrados em várias fontes da seguinte forma:
| Relatório         | Corrida   | Ouro                  | Prata                 | Bronze                |
| Relatório oficial | Corrida 1 | Henri Gilardoni (FRA) | Henri Smulders (NED)  | Maurice Gufflet (FRA) |
| Relatório oficial | Corrida 2 | Howard Taylor (GBR)   | Maurice Gufflet (FRA) | H. MacHenry (FRA)     |
| COI e ISAF        | Corrida 2 | Howard Taylor (GBR)   | Maurice Gufflet (FRA) | H. MacHenry (FRA)     |
| Sports Reference  | Corrida 1 | Henri Gilardoni (FRA) | Henri Smulders (NED)  | Maurice Gufflet (FRA) |
| Sports Reference  | Corrida 2 | Howard Taylor (GBR)   | Maurice Gufflet (FRA) | H. MacHenry (USA)     |

Em todas as classes em Meulan, exceto na classe aberta, houve duas "finais" distintas. Os barcos receberam handicaps de tempo de acordo com o seu peso dentro de cada classe e foram entregues prêmios aos vencedores de cada regata. O COI inicialmente reconheceu o vencedor da primeira corrida em cada classe como campeão olímpico, exceto no caso da classe de 10 a 20 toneladas, que foi decidida no tempo total de três corridas. No entanto, atualmente os participantes da primeira e da segunda corrida em três classes (0 – 0,5t, 1 – 2t e 2 – 3t) estão presentes no banco de dados do COI como medalhistas. Ou seja, a segunda corrida em cada uma dessas três classes é reconhecida pelo COI e, para cada um desses eventos, duas medalhas de ouro, duas de prata e duas de bronze foram concedidas retrospectivamente pelo Comitê. Na corrida de 3 a 10 toneladas, no entanto, apenas os vencedores da segunda corrida estão listados com medalhas olímpicas.
Os dados abaixo registram todas as regatas e medalhistas das regatas dos Jogos, bem como da Exposição Universal, e contabilizam todos os vencedores como medalhistas, pois o site do COI afirma atualmente um total de 95 eventos de medalhas na modalidade.
| Evento                      | Ouro                                                                              | Prata                                                                                     | Bronze                                                                              |
| --------------------------- | --------------------------------------------------------------------------------- | ----------------------------------------------------------------------------------------- | ----------------------------------------------------------------------------------- |
| Classe aberta detalhes      | Lorne Currie John Gretton Linton Hope Algernon Maudslay GBR Grã-Bretanha          | Paul Wiesner Georg Naue Heinrich Peters Ottokar Weise GER Alemanha                        | Émile Michelet FRA França                                                           |
| 0 – ½ t Corrida 1 detalhes  | Pierre Gervais FRA França                                                         | Texier, o Timoneiro Texier, o Tripulante Jean-Baptiste Charcot Robert Linzeler FRA França | Henri Monnot Léon Tellier Gaston Cailleux FRA França                                |
| 0 – ½ t Corrida 2 detalhes  | Émile Sacré FRA França                                                            | Texier, o Timoneiro Texier, o Tripulante Jean-Baptiste Charcot Robert Linzeler FRA França | Pierre Gervais FRA França                                                           |
| ½ – 1 t Corrida 1 detalhes  | Lorne Currie John Gretton Linton Hope Algernon Maudslay GBR Grã-Bretanha          | Jules Valton Félix Marcotte William Martin Jacques Baudrier Jean Le Bret FRA França       | Émile Michelet Marcel Meran FRA França                                              |
| ½ – 1 t Corrida 2 detalhes  | Louis Auguste-Dormeuil FRA França                                                 | Émile Michelet Marcel Meran FRA França                                                    | Jules Valton Félix Marcotte William Martin Jacques Baudrier Jean Le Bret FRA França |
| 1 – 2 t Corrida 1 detalhes  | Hermann de Pourtalès Hélène de Pourtalès Bernard de Pourtalès SUI Suíça           | François Vilamitjana Auguste Albert Albert Duval Charles Hugo FRA França                  | Jacques Baudrier Lucien Baudrier Dubosq Édouard Mantois FRA França                  |
| 1 – 2 t Corrida 2 detalhes  | Paul Wiesner Georg Naue Heinrich Peters Ottokar Weise GER Alemanha                | Hermann de Pourtalès Hélène de Pourtalès Bernard de Pourtalès SUI Suíça                   | François Vilamitjana Auguste Albert Albert Duval Charles Hugo FRA França            |
| 2 – 3 t Corrida 1 detalhes  | ZZX Equipa mista GBR William Exshaw FRA Frédéric Blanchy FRA Jacques Le Lavasseur | Léon Susse Jacques Doucet Auguste Godinet Henri Mialaret FRA França                       | Ferdinand Schlatter De Cottignon Émile Jean-Fontaine FRA França                     |
| 2 – 3 t Corrida 2 detalhes  | ZZX Equipa mista GBR William Exshaw FRA Frédéric Blanchy FRA Jacques Le Lavasseur | Léon Susse Jacques Doucet Auguste Godinet Henri Mialaret FRA França                       | Auguste Donny FRA França                                                            |
| 3 – 10 t Corrida 1 detalhes | Henri Gilardoni FRA França                                                        | Henri Smulders Chris Hooijkaas Arie van der Velden NED Países Baixos                      | Maurice Gufflet A. Dubois J. Dubois Robert Gufflet Charles Guiraist FRA França      |
| 3 – 10 t Corrida 2 detalhes | Howard Taylor Edward Hore Harry Jefferson GBR Grã-Bretanha                        | Maurice Gufflet A. Dubois J. Dubois Robert Gufflet Charles Guiraist FRA França            | H. MacHenry USA Estados Unidos                                                      |
| 10 – 20 t detalhes          | Émile Billard Paul Perquer FRA França                                             | Jean Decazes FRA França                                                                   | Edward Hore GBR Grã-Bretanha                                                        |
| 20+ t detalhes              | Cecil Quentin GBR Grã-Bretanha                                                    | Selwin Calverley GBR Grã-Bretanha                                                         | Harry Van Bergen USA Estados Unidos                                                 |

## Quadro de medalhas
| Ordem | País               | Medalha de ouro | Medalha de prata | Medalha de bronze |    | Ordem por total |
| ----- | ------------------ | --------------- | ---------------- | ----------------- | -- | --------------- |
| 1     | FRA França         | 5               | 9                | 10                | 24 | 1               |
| 2     | GBR Grã-Bretanha   | 4               | 1                | 1                 | 6  | 2               |
| 3     | ZZX Equipa mista   | 2               |                  |                   | 2  | 3               |
| 4     | GER Alemanha       | 1               | 1                |                   | 2  | 3               |
| 4     | SUI Suíça          | 1               | 1                |                   | 2  | 3               |
| 6     | NED Países Baixos  |                 | 1                |                   | 1  | 7               |
| 7     | USA Estados Unidos |                 |                  | 2                 | 2  | 3               |
| TOTAL | TOTAL              | 13              | 13               | 13                | 39 | —               |